# Ірраціональне рівняння
Ірраціональне рівняння — рівняння, що містить невідоме в певному дробовому степені. Наприклад, рівняння виду {\displaystyle {\sqrt {f\left(x\right)}}=g\left(x\right)} і {\displaystyle {\sqrt {f\left(x\right)}}={\sqrt {g\left(x\right)}}} є ірраціональними.

## Зв'язок з алгебричними рівняннями
Будь-яке ірраціональне рівняння за допомогою елементарних алгебричних операцій (множення, ділення, піднесення в цілу ступінь обох частин рівняння) можна звести до раціонального алгебричного рівняння. Наприклад, рівняння {\displaystyle {\sqrt {x^{2}+x}}=2} піднесеням до другого степеня можна перетворити до вигляду {\displaystyle x^{2}+x=4}, що вже не є ірраціональним рівнянням, але алгебричне.
При цьому слід мати на увазі, що отримане раціональне алгебричне рівняння може виявитися нееквівалентним вихідному ірраціональному рівнянню, а саме може містити «зайві» корені, які не будуть коренями вихідного ірраціонального рівняння. Тому, знайшовши корені отриманого раціонального алгебричного рівняння, необхідно перевірити, а чи будуть всі корені раціонального рівняння коренями ірраціонального рівняння.